# Ёрм-остров
Ёрм-остров — упразднённый в 1946 году населённый пункт на острове Ёрм озера Бабинская Имандра в Ёнском сельсовете Кировского района Мурманской области России. Ныне территория муниципального округа «город Полярные Зори с подведомственной территорией».
Существовал в 1937—1946 годах. Входил с 1937-го до 17.04.1941 в Ёна-Бабинский сельсовет, затем до упразднения в Ёнский сельсовет. В те же годы на самом крупном острове Имандры был известен населённый пункт Старый Ёрм-остров, входивший до своего упразднения в 1940 году в тот же Ёна-Бабинский сельсовет.
Был доступен исключительно водным транспортом.